# Nickelodeon
Nickelodeon (često nazivan i Nick) američki je pretplatnički kanal koji je s prikazivanjem započeo 1. prosinca 1977. kao prvi kablovski kanal za djecu. 
Studio NET je 1. srpnja 2011. godine započeo projekt hrvatske lokalizacije Nickelodeona sinkroniziravši preko 700 epizoda televizijskih emisija. Hrvatska je verzija Nickelodeona zatim bila pokrenuta u prosincu 2011. i prikazuje se u Hrvatskoj i dijelovima Bosne i Hercegovine.
Hrvatska verzija ugašena je 23. rujna na A1 i 25. studenog 2020. na MAXtv-u i zamijenjena je srpskom inačicom kanala sinkroniziranom na hrvatski na području Hrvatske i sinkroniziranim na srpski na području Bosne i Hercegovine.[nedostaje izvor]

## Program

### Trenutne serije (2024.)
| Godina proizvodnje | Naslov                                     |
| ------------------ | ------------------------------------------ |
| 2022.              | Kuća glasne obitelji Glasnić               |
| 2022.              | Monster High                               |
| 2021.              | Kamp Koralj: rane morske godine SpužvaBoba |
| 2021.              | Opasne snage                               |
| 2021.              | Štrumpfovi                                 |
| 2020.              | Young Dylan Tylera Perryja                 |
| 2019.              | Casagrandes                                |
| 2019.              | Plavkina zagonetka                         |
| 2015.              | Alvin i nemirne vjeverice                  |
| 2014.              | Henry Opasan                               |
| 2013.              | Psići u ophodnji                           |
| 2013.              | Thundermani                                |
| 1999.              | Spužva Bob Skockani                        |

### Ukinute serije
- iCarly
- Big Time Rush
- Victorious
- TMNT
- Winx
- Čudnovili roditelji
- Henry Opasan
- Ekipa malih-maca
- Nicky, Ricky, Dicky i Dawn
- Promjena Igre
- See Dad Run
- Instant Mom
- Rock'n roll škola
- Ukleta kuća Hathawayevih
- Kung Fu Panda
- Phineas i Ferb
- Hej, Arnold
- Danny Phantom
- Avatar: Posljednji vladar zrakom
- Avatar: Legenda o Korri
- Bunsen je zvijer
- Drake i Josh
- Marvin Marvin
- Zoey 101
- Doug
- CatDog
- Sve to
- Bojiš li se mraka?
- Pingvini s Madagaskara
- Sanjay i Craig
- Rocket Power
- Vještičji načini
- Sam i Cat
- Akademija za vještiće
- Ja sam Frankie
- The Other Kingdom
- The Troop
- Bucket & Skinner's Epic Adventures
- True Jackson, VP
- Romeo!
- Just Jordan
- Taina
- Unfabulous
- The Brothers García
- 100 stvari koje moraš učiniti prije srednje škole
- Vodič za preživljavanje kroz osnovnu školu
- All Grown Up!
- Rugrats
- Misteriji obitelji Hunter
- The Wild Thornberrys
- Avanture Džimi Neutrona
- Planet Sheen
- Figure It Out
- Viteška družina
- Paradise Run
- Keep It Spotless
- Double Dare
- Thomas & Friends
- The Big Help
- Ured za čarolije
- Doživotna rodbina
- Rise of TMNT
- Prstohvat čarolije
- Gradska posla
- Apčiha
- LEGO Jurski Svijet
- Casagrandei
- Ovo je Poni
- Na zamjeni
- Prstohvat čarolije: Tajanstveni grad

## Nicktoons
Nicktoons je Nickelodeonov dodatan kanal namijenjen animiranim serijama. Na kanalu se većinom repriziraju serije koje su se prethodno prikazale na Nickelodeonu. Premijerno su se prikazale serije poput Dorg van Dango, Ollie's pack i Lego Jurassic World. Kanal je u Hrvatskoj dostupan od 14. srpnja 2020. godine.

## Vanjske poveznice
- Službena stranica
- Službena stranica na Instagramu
- Službena stranica na Facebooku